# Временен народен комитет на Северна Корея
Временен народен комитет на Северна Корея е официалното име на временното правителство, което управлява северната част на Корейския полуостров след разделянето му от Съединените щати и Съветския съюз, вследствие на капитулацията на Япония през 1945 г. Съветските сили окупират северната част на Корея от японците по време на Втората световна война, а американците успяват да завладеят южната част от японците. На север е създадено просъветско, идеологически комунистическо правителство през 1946 г. Правителството е до голяма степен по модел на Съветския съюз.

## Създаване
През февруари 1946 г. се създава временното правителство под ръководството на Ким Ир Сен, който прекарва последните години във военно обучение със съветски войски в Манджурия. Конфликтите и борбите за власт са в най-висшите нива на управление в Пхенян, тъй като различни кандидати маневрират, за да спечелят позиции на власт в новото правителство. На местните нива, народни комитети открито атакуват колаборатори и земевладелци, конфискуват голяма част от земята и имуществото. В резултат на това, много колаборатори и други изчезват или са убити. През август корейците организират в цялата страна клонове на комитети за „подготовка на корейската независимост“. Съветската армия им позволява да продължат да функционират, тъй като са приятелски настроени към Съветския съюз, но все пак учредява съветска гражданска администрация, за да започне да централизира независимите комитети. В страната са създадени нови временни комитети, поставящи комунисти на ключови позиции.

## Реформи
През март 1946 г. е въведена поземлената реформа, тъй като земята е разделена от японски собственици и колаборатори и е предадена на бедни фермери. Ким Ир Сен започва мащабна програма за реформа на земята през 1946 г. Организирайки много бедни граждани и селскостопански работници в рамките на народните комитети, националната масова кампания премахва контрола на старите земевладелци. Наемодателите имат право да запазят само същото количество земя, колкото бедните граждани, които преди са наели земята си, като по този начин допринасят за много по-равномерно разпределение на земята. Севернокорейската поземлена реформа е постигната с по-малко насилие от тази на Китайската народна република или Виетнам. Официални американски източници заявяват: „От всички разкази, бившите водачи на селата бяха елиминирани като политическа сила, без да се прибегне до кръвопролитие, но бяха предприети изключителни грижи, за да се предотврати връщането им на власт.“ Това е масово сред фермерите, но принуждава много колаборатори на японците и бивши собственици на земя да избягат на юг, където някои от тях получават позиции в новото южнокорейско правителство. Според американското военно правителство, 400 000 севернокорейци отиват на юг като бежанци.
Ключовите индустрии са национализирани. Икономическата ситуация е почти толкова зле на север, колкото и на юг, тъй като преди това японците концентрират селското стопанство на юг, а тежката промишленост на север.

## КНДР
Корейската народно-демократична република е обявена на 9 септември 1948 г., което ефективно разпуска временното правителство. Съветските сили се оттеглят от Северна Корея през 1948 г.